# Pierre Clarac
Pierre Clarac, né le 21 novembre 1894 à Bordeaux et mort le 6 décembre 1986 à Paris, est un universitaire français.

## Biographie
Fils aîné d'un médecin originaire de Vic-Fezensac mais exerçant à Bordeaux, Pierre Clarac fait toutes ses études dans cette ville, khâgne comprise. Reçu à l'École normale supérieure en juillet 1914, il est mobilisé du 3 septembre 1914 au 3 septembre 1919, dans l'infanterie comme soldat, caporal, aspirant, sous-lieutenant et lieutenant. Grièvement blessé le 23 mai 1916 à Verdun et le 31 décembre dans la Somme, il est décoré de la Légion d'honneur et de la croix de guerre.
Il passe sa licence en 1919, est reçu à l'agrégation des lettres en 1920 et devient professeur au lycée d'Auch en 1920-1921, puis au lycée de Rochefort de 1921 à 1923. Il enseigne dans la khâgne de Poitiers de 1923 à 1927. Nommé à Paris d'abord à Condorcet puis à Charlemagne, il devient en octobre 1934 professeur de première supérieure à Louis-le-Grand. Il enseigne le grec à l'université de Poitiers (1923-1927) et la littérature française à la Sorbonne (1930-1938).
Inspecteur de l'académie de Paris en 1940 (et remplacé à Louis-le-Grand par Jean Guéhenno), il est nommé inspecteur général de l'Instruction publique par arrêté du 28 février 1942 et, à partir de 1956, doyen de l'inspection général des lettres. De 1952 à 1967, il préside le jury de l'agrégation des lettres puis des lettres classiques. Membre du Conseil supérieur de l'Instruction publique, il est de 1964 à 1986, membre de l'Institut (Académie des sciences morales et politiques), dont il devient, du 9 mars 1970 au 24 avril 1978, le secrétaire perpétuel.
De 1962 à 1979, il est président de la Société Chateaubriand, et de 1979 à 1986, président d'honneur.
En 1942, il est éditeur des Œuvres diverses de La Fontaine dans la Pléiade

## Ouvrages
Il est l'auteur de nombreux ouvrages :
- Les Grandes questions d'histoire littéraire, Paris, Librairie Delalain, 1933
- La Fontaine : l'homme et l'œuvre, Paris, Hatier-Boivin, 1947
- Chateaubriand pamphlétaire et journaliste, 1949
- L'explication française, Paris, Sudel, 1955
- L'enseignement du français, Paris : Presses universitaires de France, 1963
- Jean de La Fontaine, Paris, Éditions Seghers, coll. Écrivains d'hier et d'aujourd'hui, no 20, 1965
- Album de la Pléiade : Marcel Proust (avec André Ferré), bibliothèque de la Pléiade, éditions Gallimard, 1965
- Boileau, Paris, Hatier, 1967
- Littérature française 7, L'Age classique II, : 1660-1680 sous la direction de Claude Pichois, Paris, Arthaud, 1969
- A la recherche de Chateaubriand, Paris, Nizet, 1975

Il a édité
- Colette, Textes choisis, Paris, Grasset, 1936
- J. de La Fontaine, Contes et nouvelles en vers, 2 vol. (1934), Œuvres complètes (1942), Fables (1946) ;
- M. Proust, A la recherche du Temps perdu, 3 vol. (en collaboration avec A. Ferré), Jean Santeuil, précédé de Les plaisirs et les jours (en collaboration avec Y. Sandre ; 1971), Contre Sainte-Beuve, précédé de Pastiches et mélanges, et suivi d’Essais et articles (en collaboration avec Y. Sandre ; 1971) ;
- F. R. de Chateaubriand, Vie de Rancé, Paris, Imprimerie Nationale, 1977